# Gegoten

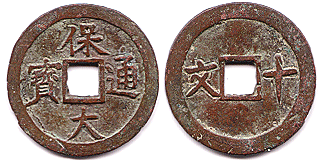
Gegoten munten

Gegoten (Engels: cast, Frans: coulée) is een term in de numismatiek en is een munt of penning die is verkregen door metaal in een vorm te gieten. Komt vooral voor bij oudere 
Oost-Aziatische munten en penningen. 